# Reserva do Cabaçal
Reserva do Cabaçal là một đô thị thuộc bang Mato Grosso, Brasil. Đô thị này có diện tích 370,82 km², dân số năm 2007 là 2505 người, mật độ 6,76 người/km².